# Yakovlev Yak-45
Yakovlev Yak-45 fue la designación para una serie de estudios entre 1973 y 1974 para un avión de caza monoplaza. Perdió frente al MiG-29.

## Historia
En la década de 1970 la VVS Soviética expresó su deseo de sustituir un caza bimotor más moderno con mayor capacidad de superioridad aérea MiG-21. La entrada de Yakovlev fue una serie de diseños presentados bajo la designación Yak-45.

## Desarrollo
El Yak-45 habría sido alimentado por dos motores turbofan con postquemador Favorski tipo 69 no vectorial. Derivados del R-28, fueron clasificados en 8000 kg (17, 635 lb) de empuje cada uno. Los motores habría colocados por delante de una gran ala en delta, con grandes alerones adicionales de tipo canard, dando a la aeronave una apariencia similar al Saab Viggen.
El diseño fue rechazado en favor del MiG-29.

## Versión VTOL
En 1978-79 Yakovlev desarrolló una versión VSTOL del Yakovlev Yak-45 con boquillas vectoriales rectangulares y dos chorros de levante RD-38 en el fuselaje. Este proyecto no le fue mejor que a los demás. Planteaba un problema mayor: cómo sobrevivir a una falla de un motor en el modo de vuelo estacionario.

## Yak-45I
Uno de los estudios del proyecto de Yak-45 presentados para el concurso en la década de 1970 presentaba un diseño distinto del predecesor. Apodado Yak-45I (algunas fuentes lo llaman Yak-45 M, pero esto debe ser un error), no tenía  canard y estaba equipado con un estabilizador horizontal de la planta en delta. Un dibujo publicado muestra que tienen amplias alas en delta similares a las del proyecto inicial, pero los motores fueron montados en las alas, y no por delante de ellos, las boquillas que sobresalían detrás del borde de fuga del ala.
Las tomas de aire de los motores con conos de descarga que sobresalían. Las alas tenían  barrido compuesto en el borde de ataque (aproximadamente 40).

## Aviones similares
- MiG-29
- Saab Viggen